# Landkreis Gotha

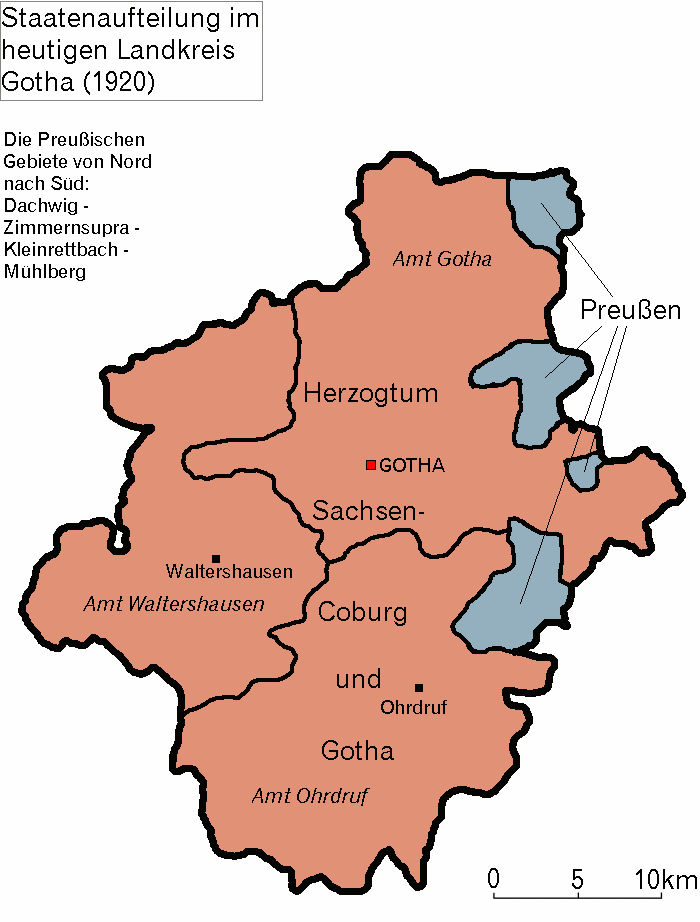
Staatenaufteilung des Landkreises vor 1922

Der Landkreis Gotha ist ein Landkreis in der westlichen Mitte Thüringens. Nachbarkreise sind im Norden der Unstrut-Hainich-Kreis, im Nordosten der Landkreis Sömmerda, im Osten die kreisfreie Stadt Erfurt, im Südosten der Ilm-Kreis, im Südwesten der Landkreis Schmalkalden-Meiningen und im Westen der Wartburgkreis.

## Geografie
Der Landkreis Gotha liegt im westlichen Mittelthüringen. Im Norden und Osten grenzt er an die Ausläufer des Thüringer Beckens. Das Geländeprofil variiert vom rund 200 Meter ü. NN gelegenen Tiefland im nördlichen Teil des Kreises bis zu den über 900 Meter hohen Gipfeln des Thüringer Waldes im Süden.
Im äußersten Norden des Kreises befindet sich zwischen den Gemeinden Tonna und Bienstädt die Fahner Höhe, eine Muschelkalk-Aufsattelung, deren höchste Erhebung der Abtsberg mit 413 Metern darstellt. Im Süden erstreckt sich der Landkreis bis in an den Nordhang des Thüringer Walds. Die Kreisgrenze verläuft über großen Strecken entlang des Höhen- und Wanderwegs Rennsteig. Nahe Tabarz erhebt sich der Große Inselsberg, der mit 916 Metern ü. NN zu den höchsten Bergen Thüringens zählt. Im Süden des Kreises befinden sich drei große Talsperren: die Ohratalsperre, die oberhalb von Ohrdruf die Ohra anstaut, sowie die Gothaer Talsperre und die Talsperre Schmalwasser, die bei Tambach-Dietharz im Einzugsgebiet der Apfelstädt liegen.
Geologisch interessant ist das durchschnittlich etwa 450 Meter hoch gelegene Muschelkalk-Hochplateau der Ohrdrufer Platte zwischen Ohrdruf und Mühlberg im Südosten des Kreises, das zu großen Teilen seit 1906 auf einer Fläche von 49,5 km² als Truppenübungsplatz genutzt wird.
Bis auf die zum Thüringer Wald gehörenden Gebiete sowie mehrere kleiner bewaldete Höhenzüge ist der größte Teil des Landkreises unbewaldet und wird landwirtschaftlich genutzt.

## Geschichte

### Verwaltungsgeschichte
Der Landkreis Gotha wurde am 1. Oktober 1922 aus den jeweils größten Teilen der gothaischen Landratsämter Gotha, Ohrdruf und Waltershausen sowie den selbständigen Städten Ohrdruf und Waltershausen gebildet. Die Stadt Gotha bildete einen eigenen Stadtkreis und wurde Kreisstadt des Landkreises. Der Landkreis erstreckte sich im Süden bis nach Oberhof.
Gegenüber dem historischen Herzogtum Sachsen-Gotha, das sich von Zella-Mehlis und Elgersburg im Süden bis Herbsleben im Nordosten erstreckte und zu dem Exklaven wie Volkenroda bei Mühlhausen oder Werningshausen nahe Sömmerda zählten, fiel der neue Landkreis Gotha kleiner aus, denn 1922 gingen 23 Gemeinden an den neuen Landkreis Arnstadt, die Stadt Ruhla und 15 weitere Gemeinden an den Landkreis Eisenach, die Gemeinden Hohenbergen, Kleinkeula, Körner, Menteroda und Obermehler an den Landkreis Sondershausen sowie Werningshausen an den Landkreis Weimar. 1925 lebten in Stadtkreis und Landkreis Gotha zusammen rund 149.000 Menschen.
Auf dem Gebiet des 1826 in Form einer Personalunion gebildeten Herzogtums Sachsen-Coburg und Gotha hatten seit dem 17. Jahrhundert mehrere Amtsbezirke mit mehreren Justizämtern existiert, die 1858 in drei Landratsamtsbezirke und drei amtsfreie Städte überführt wurden. Diese Ämter waren allerdings rein staatliche Behörden – kommunale Selbstverwaltung und demokratische Legitimation (Kreistag, Wahlbeamte) existierten noch nicht. Der erste Schritt hierzu wurde 1922 getan – die damalige Gemeinde- und Kreisordnung sah zumindest den Kreisrat als vom Volk gewählte Vertretung vor. Dessen ausführendes Organ war zunächst der Kreisdirektor, die ihm unterstellte Behörde die Kreisdirektion. Veränderte Rechtsgrundlagen ließen 1926 den Landrat an die Stelle des Kreisdirektors treten.
Mit den Ermächtigungsgesetzen des NS-Regimes endete 1933 die kommunale Selbstverwaltung abrupt, ohne dass die Kreisvertretungen formell aufgehoben wurden. Nach dem Zweiten Weltkrieg behielten sowohl die zunächst amerikanische als auch die spätere sowjetische Militärregierung die bisherigen Verwaltungsstrukturen aus der Weimarer Zeit bei. 1946 legte schließlich die Demokratische Kreisordnung die Bezeichnungen Kreistag für die Legislative und Kreisrat für die Exekutive fest.
Am 1. Juli 1945 wurden die Gemeinden Mühlberg, Röhrensee und Wandersleben aus dem ehemals preußischen Landkreis Weißensee in den Landkreis Gotha umgegliedert. Am 1. Oktober 1945 gab der Landkreis die Gemeinde Kleinschmalkalden an den Landkreis Schmalkalden ab.
Bei der ersten Kreisreform in der DDR kam es am 1. Juli 1950 zu mehreren Gebietsänderungen:
- Die Gemeinde Röhrensee wechselte in den Landkreis Arnstadt.
- Die Gemeinden Herbsleben, Kleinfahner, Kornhochheim und Töttelstädt wechselten in den Landkreis Erfurt
- Die Gemeinden Bischleben und Rhoda wurden in die kreisfreie Stadt Erfurt eingemeindet.
- Die Gemeinde Craula wechselte in den Landkreis Mühlhausen i. Th.
- Die Gemeinde Oberhof wechselte in den Landkreis Suhl.
- Die Stadt Gotha verlor ihre Kreisfreiheit und wurde in den Landkreis eingegliedert.
- Die Gemeinde Tröchtelborn wechselte aus dem Landkreis Weißensee in den Landkreis Gotha.

Bei der Verwaltungsreform von 1952 in der DDR wurde der Landkreis erneut verkleinert:
- Die Gemeinde Burla kam zum Kreis Eisenach.
- Die Gemeinden Aschara, Behringen, Burgtonna, Eckardtsleben, Gräfentonna, Illeben, Reichenbach, Tüngeda und Wiegleben kamen zum Kreis Bad Langensalza.
- Die Gemeinden Bienstädt und Döllstedt kamen zum Kreis Erfurt-Land.
- Die Gemeinde Crawinkel kam zum Kreis Arnstadt.
- Das verbleibende Kerngebiet des Landkreises bestand als Kreis Gotha fort.

Gleichzeitig wurde das Land Thüringen in die drei Bezirke Erfurt, Suhl und Gera geteilt, was auch eine Strukturreform auf Kreisebene bedeutete. Während der Kreistag in seiner Funktion erhalten blieb, wurde der Kreisrat zum Rat des Kreises umgewandelt, an dessen Spitze der Vorsitzende und drei Stellvertreter standen. Die in den 1920er-Jahren und nach Kriegsende praktizierte Trennung von Selbstverwaltung und Staatsverwaltung existierte zwar formal weiter, de facto war aber bereits 1949 mit der Gründung der DDR der Kreistag nur noch absegnendes Organ für die Beschlüsse des Rates des Kreises geworden.
- zur Zeit von 1952 bis 1994 siehe Hauptartikel Kreis Gotha

Im Mai 1990 fanden seit 1946 die ersten freien Kommunalwahlen in Thüringen statt, wenig später wurde im Oktober das Land Thüringen als Freistaat wieder gegründet. 1993 trat die Thüringer Kommunalordnung in Kraft. Sie legt unter anderem die Bezeichnungen Kreistag und Landrat für die Legislativ- bzw. Exekutivorgane fest. Die Kreisbehörde heißt seit der Wende wieder Landratsamt. 1994 erlebte der Landkreis Gotha seine bislang letzte Gebietsreform: Aus dem ehemaligen Kreis Erfurt-Land kamen die Orte Gamstädt, Bienstädt, Zimmernsupra, Nottleben, Kleinrettbach, Ingersleben, Neudietendorf mit dem Ortsteil Kornhochheim, Apfelstädt, Dachwig, Großfahner, Gierstädt mit dem Ortsteil Kleinfahner und Döllstädt hinzu, vom Kreis Arnstadt die Gemeinde Crawinkel; vom einstigen Kreis Bad Langensalza wechselten die beiden Orte Gräfentonna und Burgtonna, die heute die Gemeinde Tonna bilden, in den Landkreis Gotha.

Einwohnerentwicklung des Landkreises Gotha von 1925 bis 2018 nach nebenstehender Tabelle

### Einwohnerentwicklung

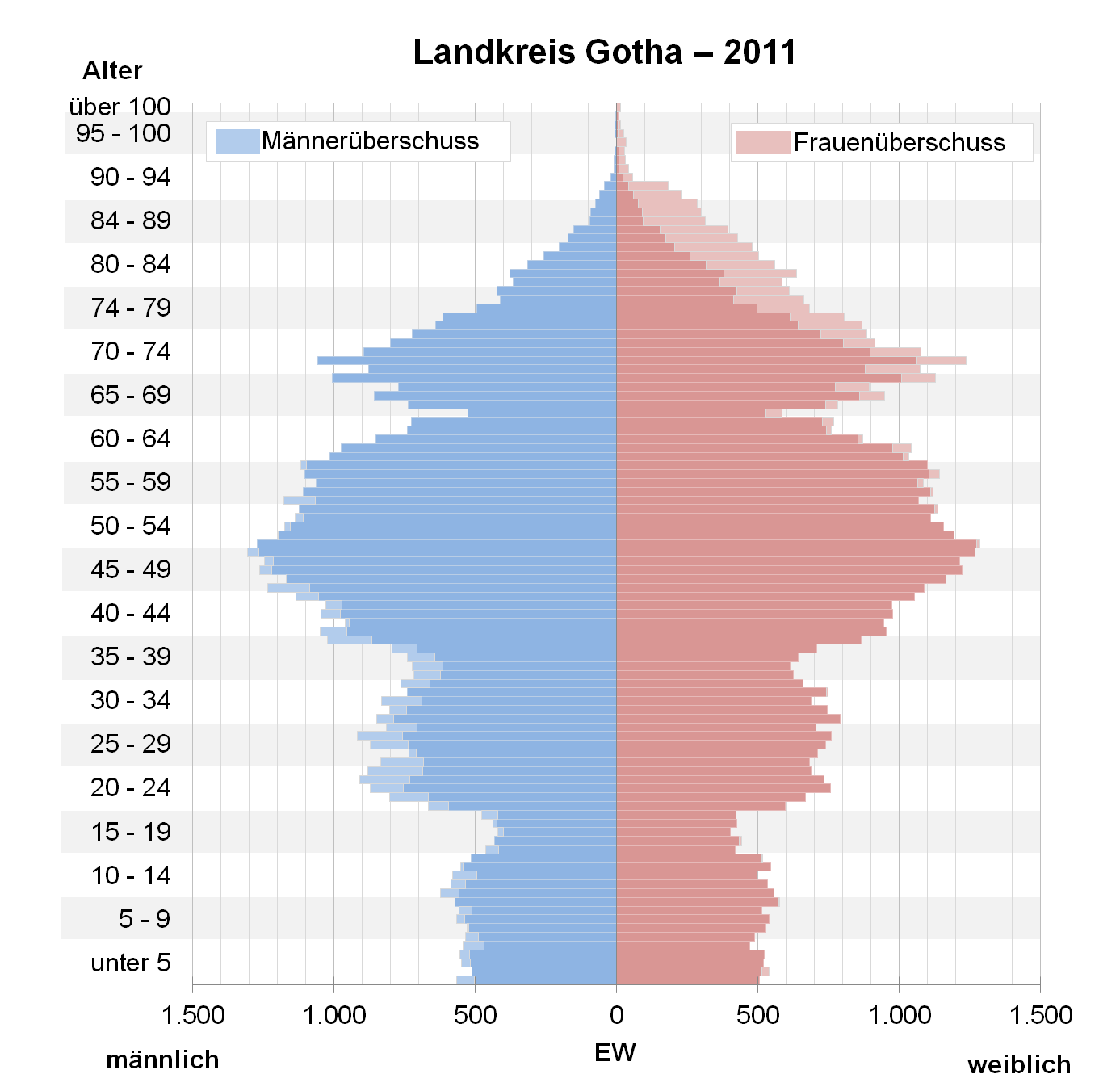
Bevölkerungspyramide für den Kreis Gotha (Datenquelle: Zensus 2011)

| Jahr | Einwohner |
| ---- | --------- |
| 1925 | 104 178   |
| 1933 | 106 262   |
| 1939 | 111 101   |
| 1946 | 142 732   |
| 1994 | 148 437   |
| 1995 | 148 373   |
| 1996 | 148 868   |
| 1997 | 149 532   |
| 1998 | 149 625   |
| 1999 | 149 491   |
| 2000 | 148 527   |

| Jahr | Einwohner |
| ---- | --------- |
| 2001 | 147 418   |
| 2002 | 146 632   |
| 2003 | 145 383   |
| 2004 | 144 833   |
| 2005 | 143 745   |
| 2006 | 142 491   |
| 2007 | 141 405   |
| 2008 | 140 041   |
| 2009 | 138 857   |
| 2010 | 138 056   |
| 2011 | 137 340   |
| 2012 | 135 376   |

| Jahr | Einwohner |
| ---- | --------- |
| 2013 | 135 155   |
| 2014 | 135 381   |
| 2015 | 136 831   |
| 2016 | 135 430   |
| 2017 | 135 521   |
| 2018 | 135 452   |
| 2019 | 134 908   |
| 2020 | 134 563   |
| 2021 | 133 825   |
| 2022 | 137 321   |
| 2023 | 136 933   |
| 2024 | 135 838   |

Datenquelle: ab 1994 Thüringer Landesamt für Statistik – Werte vom 31. Dezember

## Politik

### Kreistag
Die 50 Sitze im Kreistag verteilten sich nach der Wahl am 26. Mai 2024 folgendermaßen auf die einzelnen Parteien:
| Partei    | Sitze (nach der Wahl) | Sitzverteilung im Gothaer Kreistag nach der WahlInsgesamt 50 Sitze - BSW: 6 - Linke: 2 - Grüne: 1 - SPD: 11 - FDP: 1 - FW: 3 - CDU: 12 - AfD: 14 |
| AfD       | 14 (+5)               | Sitzverteilung im Gothaer Kreistag nach der WahlInsgesamt 50 Sitze - BSW: 6 - Linke: 2 - Grüne: 1 - SPD: 11 - FDP: 1 - FW: 3 - CDU: 12 - AfD: 14 |
| CDU       | 12 (−1)               | Sitzverteilung im Gothaer Kreistag nach der WahlInsgesamt 50 Sitze - BSW: 6 - Linke: 2 - Grüne: 1 - SPD: 11 - FDP: 1 - FW: 3 - CDU: 12 - AfD: 14 |
| SPD       | 11 (−2)               | Sitzverteilung im Gothaer Kreistag nach der WahlInsgesamt 50 Sitze - BSW: 6 - Linke: 2 - Grüne: 1 - SPD: 11 - FDP: 1 - FW: 3 - CDU: 12 - AfD: 14 |
| BSW       | 06 (+6)               | Sitzverteilung im Gothaer Kreistag nach der WahlInsgesamt 50 Sitze - BSW: 6 - Linke: 2 - Grüne: 1 - SPD: 11 - FDP: 1 - FW: 3 - CDU: 12 - AfD: 14 |
| FW        | 03 (−2)               | Sitzverteilung im Gothaer Kreistag nach der WahlInsgesamt 50 Sitze - BSW: 6 - Linke: 2 - Grüne: 1 - SPD: 11 - FDP: 1 - FW: 3 - CDU: 12 - AfD: 14 |
| DIE LINKE | 02 (−3)               | Sitzverteilung im Gothaer Kreistag nach der WahlInsgesamt 50 Sitze - BSW: 6 - Linke: 2 - Grüne: 1 - SPD: 11 - FDP: 1 - FW: 3 - CDU: 12 - AfD: 14 |
| GRÜNE     | 01 (−2)               | Sitzverteilung im Gothaer Kreistag nach der WahlInsgesamt 50 Sitze - BSW: 6 - Linke: 2 - Grüne: 1 - SPD: 11 - FDP: 1 - FW: 3 - CDU: 12 - AfD: 14 |
| FDP       | 01 (−1)               | Sitzverteilung im Gothaer Kreistag nach der WahlInsgesamt 50 Sitze - BSW: 6 - Linke: 2 - Grüne: 1 - SPD: 11 - FDP: 1 - FW: 3 - CDU: 12 - AfD: 14 |

Nach der Kreisratswahl 2024 haben sich folgende Fraktionen gebildet:
- Fraktion Linke-Grüne – 3 Sitze
- Fraktion BSW – 4 (erst 6) Sitze
- Fraktion AFD – 14 Sitze
- Fraktion CDU – 13 Sitze
- Fraktion SPD – 11 Sitze
- Fraktion Freie Wähler – 3 Sitze
- fraktionslos – 2 Sitze (Werteunion)

Eine Kreisrätin und ein Kreisrat des BSW wechselten bereits im Juni 2024 zur Werteunion, die bisher im Kreistag nicht vertreten war.

### Landrat
Landrat des Kreises Gotha ist seit 1. Juli 2018 Onno Eckert (SPD).
Ehemalige Kreisdirektoren, Landräte und Vorsitzende des Rates des Kreises Gotha seit 1922:
- 192200000  Max Friedrich Jungherr (kommissarischer Kreisdirektor)
- 1922–1924  Edmund Christian Georg Koch (Kreisdirektor; SPD)
- 1924–1933  Louis Leutheusser (Kreisdirektor, ab 1926 Landrat; DNVP)
- 1933–1945  Ernst Guyet (Landrat; parteilos, später NSDAP)
- 194500000 Hans Echarti (Landrat; parteilos)
- 1945–1949  Arthur Luck (Landrat; SPD/SED)
- 1949–1950  Kurt Hecht (Landrat; SED)
- 1950–1951  Elisabeth März-Wesenick (Landrat; SED)
- 1951–1953  Hugo Gräf (Landrat, später Vorsitzender des Rates des Kreises; SED)
- 1953–1958  Fritz Singer (Vorsitzender des Rates des Kreises; SED)
- 1958–1960  Herwig Roos (Vorsitzender des Rates des Kreises; SED)
- 1960–1966  Karl Hupe (Vorsitzender des Rates des Kreises; SED)
- 196600000 Herbert Korb (amtierender Vorsitzender des Rates des Kreises; SED)
- 1966–1981  Rudolf Kornagel (Vorsitzender des Rates des Kreises; SED)
- 1981–1990  Wolfgang Schädel (Vorsitzender des Rates des Kreises; SED)
- 199000000 Günter Hertel (amtierender Vorsitzender des Rates des Kreises; SED)
- 1990–2000  Dieter Reinholz (Landrat; CDU)
- 2000–2005  Siegfried Liebezeit (Landrat; SPD)
- 2005–2018  Konrad Gießmann (bis 2006 amtierender Landrat, ab 2006 Landrat; CDU)

### Wappen
Wappenbeschreibung: Geteilt von Silber und Rot; oben das Schloss Friedenstein in Silber und mit schwarzen Dächern; unten über einem von Silber und Schwarz geschliffenen sechsstrahligen Stern ein silberner Wellenbalken.
Das herzogliche Schloss Friedenstein mit den markanten unterschiedlichen Türmen, das 1993 seine 350-jährige Grundsteinlegung feierte, steht als Symbol für das Gothaer Land. Der silberne Wellenbalken symbolisiert den 1366 künstlich angelegten Leinakanal, der die Verbindung zwischen Stadt und Land darstellen soll. Der Stern ist dem Thüringer Landeswappen entlehnt und dokumentiert die Zugehörigkeit des ehemaligen Herzogtums und jetzigen Landkreises Gotha zum Freistaat Thüringen. Die Tingierung Silber/Rot steht gleichfalls für Thüringen. Die Kreisfahne des Landkreises Gotha ist weiß-rot längs gestreift und trägt das Kreiswappen.
Eine Übersicht zu den Wappen der Städte und Gemeinden des Landkreises findet man in der Liste der Wappen im Landkreis Gotha.

## Wirtschaft und Infrastruktur
Heute prägen vor allem die Branchen Metallverarbeitung, Maschinenbau, die Kunststoffverarbeitung, die Produktion von Baustoffen, die Lebensmittelherstellung sowie Transport- und Logistikunternehmen die wirtschaftliche Struktur Gothas. Der Landkreis Gotha ist auf industriellem Sektor eine der führenden Regionen in Thüringen – mit einem Jahresumsatz von rund 2,8 Milliarden Euro bei 13755 Beschäftigten (2017). Zunehmend siedeln sich Zulieferunternehmen der Automobilindustrie und metallverarbeitenden Industrie sowie der Kunststoffindustrie an, die das nahe Opelwerk Eisenach sowie die Standorte Kassel (Volkswagen) und Leipzig-Chemnitz (Porsche, BMW, Volkswagen) beliefern. Sie profitieren besonders von der günstigen Verkehrslage Gothas. In Gotha selbst ist ein Standort der die Firma Schmitz Cargobull als Unternehmen der Automobilindustrie ansässig, die Nutzfahrzeuge (Aufliegerbau) herstellt.
Ein weiteres wichtiges Standbein stellt der Tourismus dar, der besonders am Nordhang des Thüringer Waldes ein großer Wirtschaftsfaktor ist. Thüringenweit verzeichnen die hiesigen Hotels, Pensionen und Gastbetriebe mit mehr als 900.000 Übernachtungen jährlich die höchsten Übernachtungszahlen.
Im Norden des Landkreises Gotha sind vor allem Landwirtschaft und Obstanbau zu Hause. Äpfel und Kirschen aus den Fahner Höhen sind heute als Markenprodukte weit über die Region hinaus bekannt.
Ein Großteil der Unternehmen hat sich in den zahlreichen Gewerbegebieten des Landkreises niedergelassen, die entlang der Autobahn und in der Nähe kleinerer Zentren entstanden sind. Die größten Gewerbeflächen haben dabei die Städte Ohrdruf, Waltershausen und Gotha ausgewiesen.
Wirtschaftshistorisch ist Gotha jedoch eine der bedeutendsten Städte Deutschlands. Im 19. Jahrhundert wurde hier die Feuerschutzversicherung erfunden und damit das Versicherungsgewerbe in Deutschland ganz allgemein begründet. Bis zum Zweiten Weltkrieg waren mehrere Gesellschaften in der Stadt ansässig, die großen Palais künden heute noch davon. Die noch heute aktive Gesellschaft Gothaer Versicherung trägt noch den Namen ihres Gründungsortes.
Weiterhin begründeten die Verlage von Hermann Haack und Justus Perthes den Schulbuchverlag in Deutschland. Noch heute ist die Firma Klett-Perthes in Gotha ansässig und verlegt Schulbücher sowie große Landkarten, die sich in jeder Schule Deutschlands finden.
Von großer militärischer Bedeutung war die Produktionsstätte der Gothaer Waggonfabrik. Im Ersten und Zweiten Weltkrieg wurden hier Flugzeuge hergestellt. Technikgeschichtlich bedeutsam sind hierbei die Experimentalflugzeuge der Gebrüder Horten. Sie führten Versuche mit neuartigen Konstruktionsprinzipien durch, die das gesamte Fluggerät als einzige Tragfläche ausbildeten und von der klassischen Vogelform (Rumpf mit Flügeln) erstmals Abstand nahmen (Horten Ho 229). Zudem entdeckten sie bei der Verfolgung ihrer Experimentalflüge den Stealth-Effekt. Diese sogenannten Nurflügler wiesen so hervorragende Gleiteigenschaften auf, dass dieses Wissen nach Kriegsende in die Vereinigten Staaten gelangte. Die Nurflügelform wurde einige Jahre später wieder bei der Konstruktion der Northrop B-2 (Stealth-Bomber) aufgegriffen. Nach 1945 war die Waggonfabrik vor allem als Hersteller der Gotha-Straßenbahnwagen bekannt.
Im Zukunftsatlas 2016 belegte der Landkreis Gotha Platz 254 von 402 Landkreisen, Kommunalverbänden und kreisfreien Städten in Deutschland und zählt damit zu den Regionen mit „ausgeglichenem Chancen-Risiko Mix“ für die Zukunft.

### Verkehr
Der Landkreis ist verkehrsmäßig sehr gut erschlossen.
Schon seit 1847 verkehrt die Thüringer Bahn zwischen Halle und Gerstungen über Gotha, seit 1870 nach Norden von Gotha aus eine Bahn nach Mühlhausen und Göttingen. Im Jahr 1876 entstand die herzogliche Kreisbahn Gotha–Ohrdruf, die später über Crawinkel bis zum Anschluss an die Bahnstrecke Neudietendorf–Ritschenhausen weiter verlängert wurde. Auch die Waldsaumbahn oder Friedrichrodaer Bahn genannte Bahnstrecke Fröttstädt–Friedrichroda–Georgenthal–Tambach-Dietharz erschloss den Südteil des Kreises; die Bahnstrecke Bufleben–Großenbehringen sowie Ballstädt–Gräfentonna–Bad Tennstedt erschlossen den Nordteil.
In Gotha verkehrt seit 1894 eine Straßenbahn, die seit 1929 weiter als Thüringerwaldbahn über Waltershausen (Gleisdreieck, Verbindung zum Bahnhof Waltershausen) und Friedrichroda (Reinhardsbrunn) nach Bad Tabarz führt.
Neben mehreren Fernstraßen führt von Ost nach West die Bundesautobahn 4 mit fünf Anschlussstellen.
Sechs Straßen führen hinauf in den Thüringer Wald über die südliche Kreisgrenze.
Unmittelbar östlich des Kreisgebietes liegt der internationale Flughafen Erfurt.
Die Nahverkehrsleistungen werden von der RVG organisiert und durch die Busunternehmen Wollschläger & Partner GmbH, Omnibusbetrieb Büchner, Lorenz & Sohn GmbH, Omnibusbetrieb Klaus Gessert und Omnibusbetrieb Herrmann erbracht.

### Schutzgebiete
Im Landkreis befinden sich 17 ausgewiesene Naturschutzgebiete (Stand Januar 2017).

## Gemeinden
Als Mittelzentrum mit Teilfunktion eines Oberzentrums ist Gotha ausgewiesen.
Grundzentren sind Bad Tabarz, Drei Gleichen, Friedrichroda, Georgenthal, Nesse-Apfelstädt, Nessetal, Ohrdruf, Tambach-Dietharz und Waltershausen.
(Einwohner am 31. Dezember 2024)
| gemeinschaftsfreie Gemeinden 1. Bad Tabarz (3.973) 2. Friedrichroda, Stadt (7.352) 3. Gotha, Große kreisangehörige Stadt (46.400) 4. Hörsel, Landgemeinde (4.636) 5. Nesse-Apfelstädt, Landgemeinde (6.021) 6. Tambach-Dietharz, Stadt (4.474) 7. Waltershausen, Stadt (12.871) |  | erfüllende Gemeinden 1. Drei Gleichen, Landgemeinde (7.882), erfüllende Gemeinde auch für 1. Schwabhausen (783) 2. Georgenthal, Landgemeinde (7.824), erfüllende Gemeinde auch für 1. Emleben (673) 3. Nessetal, Landgemeinde (7.938), erfüllende Gemeinde auch für 1. Sonneborn (1.242) 4. Ohrdruf, Stadt (9.991), erfüllende Gemeinde auch für 1. Luisenthal (1.118) |

Verwaltungsgemeinschaften

* Verwaltungssitz

| - 1. Fahner Höhe (7081) 1. Dachwig (1614) 2. Döllstädt (1043) 3. Gierstädt (811) 4. Großfahner (844) 5. Tonna * (2769) | - 2. Nesseaue (5579) 1. Bienstädt (677) 2. Eschenbergen (705) 3. Friemar * (992) 4. Molschleben (1009) 5. Nottleben (425) 6. Pferdingsleben (366) 7. Tröchtelborn (297) 8. Tüttleben (771) 9. Zimmernsupra (337) |

Zu den Begriffen „Verwaltungsgemeinschaft“ bzw. „erfüllende Gemeinde“ siehe Verwaltungsgemeinschaft und erfüllende Gemeinde (Thüringen).

## Gebietsveränderungen

### Gemeinden
- Eingliederung der Gemeinde Cabarz nach Tabarz (1. Juli 1946)
- Zusammenlegung der Gemeinden Großenbehringen, Oesterbehringen und Wolfsbehringen zur Gemeinde Behringen (1. Juli 1950)
- Eingliederung der Gemeinde Altenbergen nach Catterfeld (1. Juli 1950)
- Eingliederung der Gemeinde Cumbach nach Ernstroda (1. Juli 1950)
- Eingliederung der Gemeinde Engelsbach nach Finsterbergen (1. Juli 1950)
- Eingliederung der Gemeinde Cobstädt und Großrettbach nach Grabsleben (1. Juli 1950)
- Eingliederung der Gemeinde Schwarzwald nach Luisenthal (1. Juli 1950)
- Eingliederung der Gemeinden Langenhain, Schnepfenthal-Rödichen und Wahlwinkel nach Waltershausen (1. Juli 1950)
- Ausgliederung des Ortsteils Boilstädt der Gemeinde Uelleben – Bildung der Gemeinde Boilstädt (30. April 1990)
- Auflösung der Gemeinden Boilstädt und Uelleben – Eingliederung nach Gotha (9. April 1994)
- Auflösung der Gemeinden Catterfeld, Engelsbach, Gospiteroda, Leina und Schönau vor dem Walde – Zusammenlegung zur Gemeinde Leinatal (1. Januar 1996)
- Auflösung der Gemeinden Fischbach, Schmerbach, Schwarzhausen und Winterstein – Zusammenlegung zur Gemeinde Emsetal (1. Januar 1996)
- Auflösung der Gemeinden Günthersleben und Wechmar – Zusammenlegung zur Gemeinde Günthersleben-Wechmar (31. Dezember 1997)
- Auflösung der Gemeinde Nauendorf – Eingliederung nach Georgenthal (1. April 1999)
- Auflösung der Gemeinden Ernstroda und Finsterbergen – Eingliederung nach Friedrichroda (1. Dezember 2007)
- Auflösung der Gemeinden Grabsleben, Mühlberg, Seebergen und Wandersleben – Zusammenlegung zur Gemeinde Drei Gleichen (1. Januar 2009)
- Auflösung der Gemeinden Apfelstädt, Gamstädt, Ingersleben und Neudietendorf – Zusammenlegung zur Gemeinde Nesse-Apfelstädt (1. Dezember 2009)
- Auflösung der Gemeinden Aspach, Ebenheim, Fröttstädt, Hörselgau, Laucha, Mechterstädt, Metebach, Teutleben, Trügleben und Weingarten – Zusammenlegung zur Landgemeinde Hörsel (1. Dezember 2011)
- Auflösung der Gemeinde Emsetal – Eingliederung nach Waltershausen (31. Dezember 2013)
- Auflösung der Gemeinden Drei Gleichen und Günthersleben-Wechmar – Zusammenlegung zur Landgemeinde Drei Gleichen (6. Juli 2018)
- Auflösung der Gemeinden Ballstädt, Brüheim, Bufleben, Friedrichswerth, Goldbach, Haina, Hochheim, Remstädt, Wangenheim, Warza und Westhausen – Zusammenlegung zur Landgemeinde Nessetal (1. Januar 2019)
- Auflösung der Gemeinden Crawinkel, Gräfenhain und Wölfis – Eingliederung nach Ohrdruf (1. Januar 2019)
- Auflösung der Gemeinden Leinatal, Georgenthal, Hohenkirchen und Petriroda – Zusammenlegung zur Landgemeinde Georgenthal (31. Dezember 2019)
- Auflösung der Gemeinde Herrenhof – Eingliederung nach Georgenthal (1. Januar 2024)

### Verwaltungsgemeinschaften und erfüllende Gemeinden
- Erweiterung der Verwaltungsgemeinschaft Mittleres Nessetal um die Gemeinden Goldbach und Wangenheim (30. Dezember 1994)
- Erweiterung der Verwaltungsgemeinschaft Nessetal um die Gemeinde Sonneborn (12. Mai 1995)
- Auflösung der Verwaltungsgemeinschaft Ohrdruf – Die Stadt Ohrdruf wird erfüllende Gemeinde für die restlichen Mitgliedsgemeinden (27. Juli 1995)
- Erweiterung der Verwaltungsgemeinschaft Hörsel um die Gemeinde Metebach (30. September 1995)
- Auflösung der Verwaltungsgemeinschaft Emsetal – Bildung der Gemeinde Emsetal aus den Mitgliedsgemeinden (1. Januar 1996)
- Auflösung der Verwaltungsgemeinschaft Leinatal – Bildung der Gemeinde Leinatal aus den Mitgliedsgemeinden (1. Januar 1996)
- Auflösung der Verwaltungsgemeinschaft Nessetal – Eingliederung der Gemeinden Brüheim, Friedrichswerth, Haina und Sonneborn in die Verwaltungsgemeinschaft Mittleres Nessetal und Eingliederung der Gemeinden Ebenheim und Weingarten in die Verwaltungsgemeinschaft Hörsel (1. Januar 1997)
- Ausscheiden der neugebildeten Gemeinde Günthersleben-Wechmar aus der Verwaltungsgemeinschaft Drei Gleichen (31. Dezember 1997)
- Ausscheiden der Gemeinde Schwabhausen aus der Verwaltungsgemeinschaft Drei Gleichen – Günthersleben-Wechmar wird erfüllende Gemeinde für die Gemeinde (23. Juni 1998)
- Auflösung der Verwaltungsgemeinschaft Reinhardsbrunn – Neubildung der Stadt Friedrichroda aus den Mitgliedsgemeinden (1. Dezember 2007)
- Auflösung der Verwaltungsgemeinschaft Drei Gleichen – Bildung der Gemeinde Drei Gleichen aus den Mitgliedsgemeinden (1. Januar 2009)
- Auflösung der Verwaltungsgemeinschaft Nesse-Apfelstädt-Gemeinden – Bildung der Landgemeinde Nesse-Apfelstädt aus den Mitgliedsgemeinden (1. Dezember 2009)
- Auflösung der Verwaltungsgemeinschaft Hörsel – Neubildung der Landgemeinde Hörsel (1. Dezember 2011)
- Die Gemeinde Günthersleben-Wechmar ist nicht länger erfüllende Gemeinde für Schwabhausen – Drei Gleichen wird erfüllende Gemeinde für Schwabhausen (6. Juli 2018)
- Auflösung der Verwaltungsgemeinschaft Mittleres Nessetal – Neubildung der Landgemeinde Nessetal, diese wurde erfüllende Gemeinde für Sonneborn (1. Januar 2019)
- Die Stadt Ohrdruf ist nicht länger erfüllende Gemeinde Crawinkel, Gräfenhain und Wölfis (1. Januar 2019)
- Auflösung der Verwaltungsgemeinschaft Apfelstädtaue – Neubildung der Landgemeinde Georgenthal, diese wurde erfüllende Gemeinde für Emleben und Herrenhof (31. Dezember 2019)
- Die Gemeinde Georgenthal ist nicht länger erfüllende Gemeinde für Herrenhof (1. Januar 2024)

### Namensänderungen
- von Verwaltungsgemeinschaft Warza zu Verwaltungsgemeinschaft Mittleres Nessetal (29. Dezember 1994)
- von Verwaltungsgemeinschaft Mittlerer Apfelstädtgrund zu Verwaltungsgemeinschaft Drei Gleichen (22. Juni 1998)
- von Tabarz/Thür. Wald zu Bad Tabarz (9. März 2017)

## Kfz-Kennzeichen
Anfang 1991 erhielt der Landkreis das Unterscheidungszeichen GTH. Es wird durchgängig bis heute ausgegeben.